# Ecce Homo (Ницше)
Вижте пояснителната страница за други значения на Ecce Homo.
„Ecce Homo. Как се става такъв, какъвто си“ (на немски: Ecce homo: Wie man wird, was man ist) е книга, иронично самопредставяща германския философ Фридрих Ницше. Публикувана за първи път през 1908 г. Авторът работи върху нея от октомври 1888 г. до началото на 1889 г.
Заглавието и подзаглавието визират две класически фрази: „Ecce Homo“ (Ето човекът!) – думи на Пилат Понтийски за Исус Христос. Подзаглавието „Как се става такъв, какъвто си“ препраща към изречението на Пиндар „Стани това, което си“ (от Питийските Оди).
Книгата започва с три глави наречени хиперболично „Защо съм толкова мъдър", „Защо съм толкова умен“, „Защо пиша толкова хубави книги“ и продължава с кратки коментари за 10 от собствените произведения на Ницще. Заключителната част е „Защо съм една съдба“ и тя завършва с думите: „Разбрахте ли ме? – Дионисий срещу Разпнатия...“